# Tunku Muda Serting Imran
Imran ibni al-Marhum Tuanku Ja'afar al-Haj (Seremban, 21 marzo 1949) è un principe, avvocato e dirigente sportivo malese.

## Biografia
Tunku Muda Serting Imran è nato all'Istana Hinggap di Seremban il 21 marzo 1949 ed il terzo figlio di Jaafar di Negeri Sembilan e di sua moglie Tuanku Najihah. È stato educato alla The King's School di Canterbury e nel 1970 ha conseguito una laurea in giurisprudenza presso l'Università di Nottingham. L'anno successivo si è iscritto alla Gray's Inn.
Negli anni successivi è stato dirigente in numerose aziende.
Dal 1989 al 2002 è stato presidente della World Squash Federation. Dal 2011 al 2015 è stato presidente della Commonwealth Games Federation. Attualmente è presidente del Consiglio Olimpico della Malesia.
Dalla prima moglie ha avuto un figlio. Il 18 febbraio 1987 ha sposato in seconde nozze Che' Engku Dato' Sri Puan Sri Mahirah binti 'Abdu'llah nata Moira Rodrigo con cui ha avuto altri due figli.

## Curiosità
Durante la cerimonia di apertura dei XX Giochi del Commonwealth del 2014, accanto alla regina Elisabetta II, Imran ha faticato molto ad aprire il testimone che conteneva il suo messaggio. Alla fine ci è riuscito suscitando grande sollievo e buon umore.